# Căpâlna (okręg Alba)
Căpâlna – wieś w Rumunii, w okręgu Alba, w gminie Săsciori. W 2011 roku liczyła 842 mieszkańców.